# Mary Tyrwhitt
Pour les articles homonymes, voir Tyrwhitt.
Mary Joan Caroline Tyrwhitt, née le 22 décembre 1903 et morte le 18 mars 1997, est officier de l'Armée Britannique.

## Biographie
Son père est Sir Reginald Tyrwhitt, 1er Baronnet, amiral de la flotte de la Royal Navy,.
Elle est la dernière directrice de l'Auxiliary Territorial Service (ATS) et la première directrice du Women's Royal Army Corps (WRAC) lors de sa création le 1er février 1949.
Elle meurt en 1997, à l'âge de 93 ans, célibataire.